# Bredkälen
Bredkälen är en by i Ströms distrikt (Ströms socken), Strömsunds kommun i Jämtland. Byn, som ligger utmed länsväg 339, är en typisk så kallad höghöjdsby (405 meter över havet). Bredkälen är belägen i Ströms distrikts sydvästra del. Byns östra del samt Bredkälsflon ligger dock formellt inom Tullingsås bys gräns. Närmast gränsar Bredkälen i sydväst till Yxskaftkälen och i väster till Henningskälen. 

## Historia
Tillstånd om ett nybygge på Bredkälen upptogs på Hammerdals häradsting den 16 november 1765. Marken var då en kronoallmänning inom Ströms socken. På invändningar från Tullingsås byamän kom nybyggets marker dock att reduceras. De första nybyggarna som ansökte om tillstånd var drängen vid Hammerdals prästgård Per Andersson samt dragonen Olof Larsson Byström. Dessa verkar dock ej ha fullföljt sina avsikter. Första nybyggare synes ha varit korpral Mattias Johansson Strömlander från Lit 1766. 1771 ska Christian Ersson ha övertagit detta nybygge. Då Bredkälen skattlades 1788 var nybyggarnas namn Hans Hansson och Olof Jonsson, vilka då skattade för två tunnland.